# Kelly Moore (scrittrice)
Kelly Moore (Manchester Township, 30 agosto 1956) è una scrittrice ed ex avvocatessa statunitense.
Il suo libro del 1988 Deadly Medicine, incentrato sui crimini e sul processo della serial killer Genene Jones e scritto con l'ex marito Daniel Reed, è stato un bestseller del New York Times per sette settimane. I segreti di Amber House, il primo romanzo della sua serie di romanzi per giovani adulti, scritta insieme alle figlie Tucker Reed e Larkin Reed, è stata pubblicata dalla Arthur A. Levine Books della Scholastic il 1º ottobre 2012.

## Biografia
Nacque alla Lakehurst Naval Air Station di Manchester Township, luogo del disastro di Hindenburg del 1937, quarta figlia del comandante Lundi Addison Moore e di sua moglie Delores "Lore" Moore (nata Pike). La famiglia si trasferì continuamente durante la sua giovinezza, stabilendosi infine in California. Lì frequentò la Live Oak High School di Morgan Hill, poi la Santa Clara University di Santa Clara. Secondo le interviste, durante il suo soggiorno in città rimase affascinata dalla vicina Winchester House; la famigerata villa di Sarah Winchester avrebbe poi influenzato il suo primo romanzo, I segreti di Amber House.
Conseguì il titolo di Juris Doctor, laureandosi presso la Boalt Hall School of Law dell'UC Berkeley nel 1982. Si trasferì a Los Angeles per esercitare la professione di avvocatessa. A una festa nel 1983, un amico comune le fece conoscere l'attore Daniel Reed; i due avrebbero in seguito il bestseller Deadly Medicine trasferendosi in Texas nel 1984 per indagare sulle sessanta morti infantili imputate all'infermiera pediatrica Genene Jones. La coppia lavorò a stretto contatto con uno dei principali investigatori del caso, che ha aiutato gli scrittori a far luce sulle omissioni amministrative del San Antonio's Medical Center Hospital.
La prima figlia della coppia, Tucker Reed, è nata a Los Gatos, nel 1989, due giorni prima del terremoto di Loma Prieta che ha devastato la Bay Area. Nel 1991 andò in onda sulla NBC, un adattamento televisivo di Deadly Medicine  con Susan Ruttan e Veronica Hamel. In questo primo momento, Moore e Reed tentarono di arrangiare Amber House come spettacolo televisivo. Quando i due non riuscirono a trovare da soli un acquirente per il progetto, Reed suggerì a Moore di avvicinarsi a sua cognata, Maureen Grady, nel 1994. Moore collaborò per un certo periodo Grady e la sua amica attrice Nancy Harewood, ma il progetto fu abbandonato nel 1997.
Nell'agosto 1994, Moore iniziò a lavorare presso la T. Patrick Freydl & Associates; tra i clienti rappresentati dalla società c'era la modella Guess e Playboy Playmate dell'anno Anna Nicole Smith. Nella primavera del 1995, entrambe si separarono da Freydl e la Smith mantenne la Moore come sua rappresentante personale in una serie di casi.
Lasciata la Smith nel 1998, divorziò da Reed nel 2000 e si ritirò dalla professione forense. Ottenuta la custodia primaria dei suoi tre figli (la già citata Tucker, Larkin, nata nel 1993, e John, nato nel 1996), si trasferì in Oregon. Nel 2009 Tucker iniziò a fare ricerche sulla genealogia della madre, risalendo passando per il comandante Moore fino a Stephen Hopkins, colono di Jamestown e firmatario del patto del Mayflower. Nell'attico di famiglia Tucker trovò una scatola che conteneva le prime note e bozze dei genitori sulla storia di Amber House. Credendo che l'idea si adattasse bene alla letteratura per giovani adulti, convinse la madre a collaborare a un romanzo; anche Larkin successivamente fu coinvolta nel progetto. Vendettero il loro romanzo (e due sequel) alla Arthur A. Levine di Scholastic Press nel 2011. I segreti di Amber House venne rilasciato con recensioni positive il 1º ottobre 2012. I suoi sequel, Il passato di Amber House e Otherwhen, erano previsti rispettivamente per il 2014 e il 2015; il primo è stato effettivamente pubblicato, il secondo no. Da allora gli autori hanno annunciato tramite Twitter che alla trilogia è prevista l'aggiunta di un quarto libro, provvisoriamente intitolato Ever Shall.
Il 26 luglio 2016, Moore si trovava nella casa materna con le figlie per discutere una questione legale, inerente ad una eventuale rinuncia a una proprietà in favore del fratello Shane Moore. Quest'ultimo, nonostante un ordine restrittivo nei confronti di Tucker in vigore dall'inizio del 2016, si presentò a casa della madre, e, dopo aver aspettato fuori qualche minuto, cercò di entrare. Moore gli fu subito davanti e cercò di dissuaderlo e mandarlo via; in pochi secondi le fu accanto Tucker, che nella frenesia o nella paura del momento sparò allo zio.

## Opere
- Deadly Medicine (1987, con Dan Reed)[19]
- Amber House (2012, con Tucker e Larkin Reed)[11][12][13][14]I segreti di Amber House (Traduzione di Valentina Daniele, Feltrinelli, 2013. ISBN 9788807922190)[20]
- Neverwas (2014, con Tucker e Larkin Reed)[21]Il passato di Amber House (Traduzione di Valentina Daniele, Feltrinelli, 2015. ISBN 9788807922497)[22]